# John Dudley
John Dudley, 1. książę Northumberland (ur. 1504? - zm. 22 sierpnia 1553) – angielski arystokrata, książę Northumberland od 1551, główny doradca króla Edwarda VI od 1550 do jego śmierci w lipcu 1553, syn Edmunda Dudleya i jego drugiej żony Elizabeth Grey.

## Życiorys

### Pochodzenie
John urodził się prawdopodobnie w 1504 jako najstarszy syn Edmunda Dudleya i Elizabeth Grey, baronowej Lisle. Jego ojciec był doradcą w kwestiach finansowych króla Henryka VII. Edmund Dudley został stracony w 1510, już po wstąpieniu na tron Henryka VIII. Matką Johna była bratanica Johna Greya (pierwszego męża królowej Elżbiety Woodville). Po egzekucji męża poślubiła nieślubnego syna Edwarda IV, Artura. W 1519 Elizabeth Grey po bezpotomnej śmierci swojej 14-letniej bratanicy (Elizabeth Grey, byłej narzeczonej Charlesa Brandona) została 6 baronową Lisle

### Początki kariery na dworze
Z uwagi na upadek ojca John musiał stopniowo i ostrożnie pracować na swój sukces na dworze królewskim. W 1540 był koniuszym czwartej żony Henryka VIII Anny Kliwijskiej. Pod koniec 1541 podczas upadku królowej Katarzyny Howard na polecenie króla eskortował jego starszą córkę Marię do Windsoru, gdzie przebywał następca tronu Edward. 
17 lutego 1547, tuż po pogrzebie Henryka VIII, został mianowany hrabią Warwick oraz lordem szambelanem królestwa. Królem został niespełna 10-letni Edward VI; realna władza spoczęła w rękach jego wuja, Edwarda Seymoura.  
W połowie 1549 sytuacja w południowo-zachodniej Anglii była napięta z pobudek społeczno-religijnych. W Norfolk wybuchł bunt, który został stłumiony 27 sierpnia 1549 pod dowództwem Dudleya. Pod koniec września 1549 John Dudley wraz z innymi członkami Rady Regencyjnej zadecydowali o wycofaniu Edwarda Seymoura ze stanowiska lorda protektora, który w efekcie tego został osadzony w Tower. 

### Realna władza
Rządy w kraju objął John Dudley, także dzięki poparciu ze strony katolickich przedstawicieli arystokracji. Krążyły nawet plotki, że planuje uczynić Marię regentką, co wzbudziło niepokój u młodszej siostry króla - Elżbiety. Maria nie została regentką, a w styczniu 1550 w rozmowie z hiszpańskim ambasadorem wyraziła się o Dudleyu że jest "najbardziej niestałym człowiekiem w Anglii".
Jedną z pierwszych decyzji Dudleya był zwrot Boulogne Francuzom oraz rozpoczęcie negocjacji w sprawie małżeństwa króla z królewną francuską Elżbietą Walezjuszką. W kwietniu 1550 zawarł ugodę z Edwardem Seymourem, którą przypieczętował ślub najstarszego syna Johna z Anne Seymour. Zmiany religijne w kraju nabrały rozpędu - konserwatywnych biskupów, którzy odpowiadali się za modelem anglikanizmu reprezentowanego jeszcze przez Henryka VIII, pozbawiono urzędów, a ich majątki skonfiskowano. 
W 1551 Dudley otrzymał tytuł księcia Northumberland i zgromadził dobra na północnym wschodzie Anglii
W międzyczasie rósł konflikt pomiędzy Marią a Johnem. Dudley był przeciwnikiem katolicyzmu i zabraniał królewskiej siostrze uczestnictwa we mszach. 
John, stając się najważniejszym doradcą króla, zadbał o jego edukację w sprawach związanych z rządzeniem krajem, a także wprowadził Edwarda w świat rycerskich sportów i rozrywek.

### Śmierć króla
Edward VI w kwietniu 1552 zachorował na ospę. Król szybko się wyleczył, jednak kilka miesięcy później znów poważnie zachorował. Wiosną 1553 stało się jasne, że król cierpi na gruźlicę. Śmierć Edwarda była kwestią czasu. John Dudley nie przekazywał wszystkich informacji o zdrowiu króla do publicznej wiadomości.
Henryk VIII mimo zawarcia sześciu związków małżeńskich miał tylko troje dzieci, które przeżyły dzieciństwo: Edwarda VI i dwie córki: Marię i Elżbietę. Podczas choroby Edwarda VI każdy potencjalny następca tronu z dynastii Tudorów był płci żeńskiej. Zgodnie z testamentem Henryka VIII w razie bezpotomnej śmierci jego jedynego syna tron Anglii mają dziedziczyć odpowiednio Maria i jej potomkowie, a później Elżbieta. W razie bezpotomnych śmierci obu z nich linia dziedziczenia miała przejść na potomków Marii Tudor z jej drugiego małżeństwa z Charlesem Brandonem: Frances i Eleanor. One również miały tylko córki: Jane Grey, Catherine Grey, Mary Grey i Margaret Clifford. 
Młody król, przeczuwając swoją śmierć, być może za namową Johna Dudleya, który chciał zachować swoją polityczną pozycję w Anglii, zamierzał sam wyznaczyć swego następcę, a raczej następczynię i opracował instrukcję w sprawie sukcesji, w której wydziedziczył swoje dwie siostry z racji uznania ich w latach 30. XVI w. za dzieci nieślubne (małżeństwa Henryka VIII z Katarzyną Aragońską i Anną Boleyn zostały unieważnione). Wybór padł na księżną Suffolk Frances i jej przyszłych męskich potomków, a później na męskich potomków jej trzech córek. 
Wobec takiego obrotu spraw John Dudley rozpoczął współpracę z księciem i księżną Suffolk. 21 maja 1553 odbył się ślub najstarszej córki Frances, Jane, z jednym z synów Johna - Guilfordem. Jane była niechętna temu ślubowi, jednak została do niego zmuszona przez rodziców.
W czerwcu 1553 tekst My device for succesion został skorygowany przez umierającego króla pod naciskiem Dudleya i korona miała przypaść "lady Jane i jej męskim potomkom".  W ten sposób dziedziczką tronu została Jane, która była gorliwą protestantką i synową Johna.
21 lipca 1553 John Dudley oficjalnie uznał Marię za królową.